# Ko-shamo

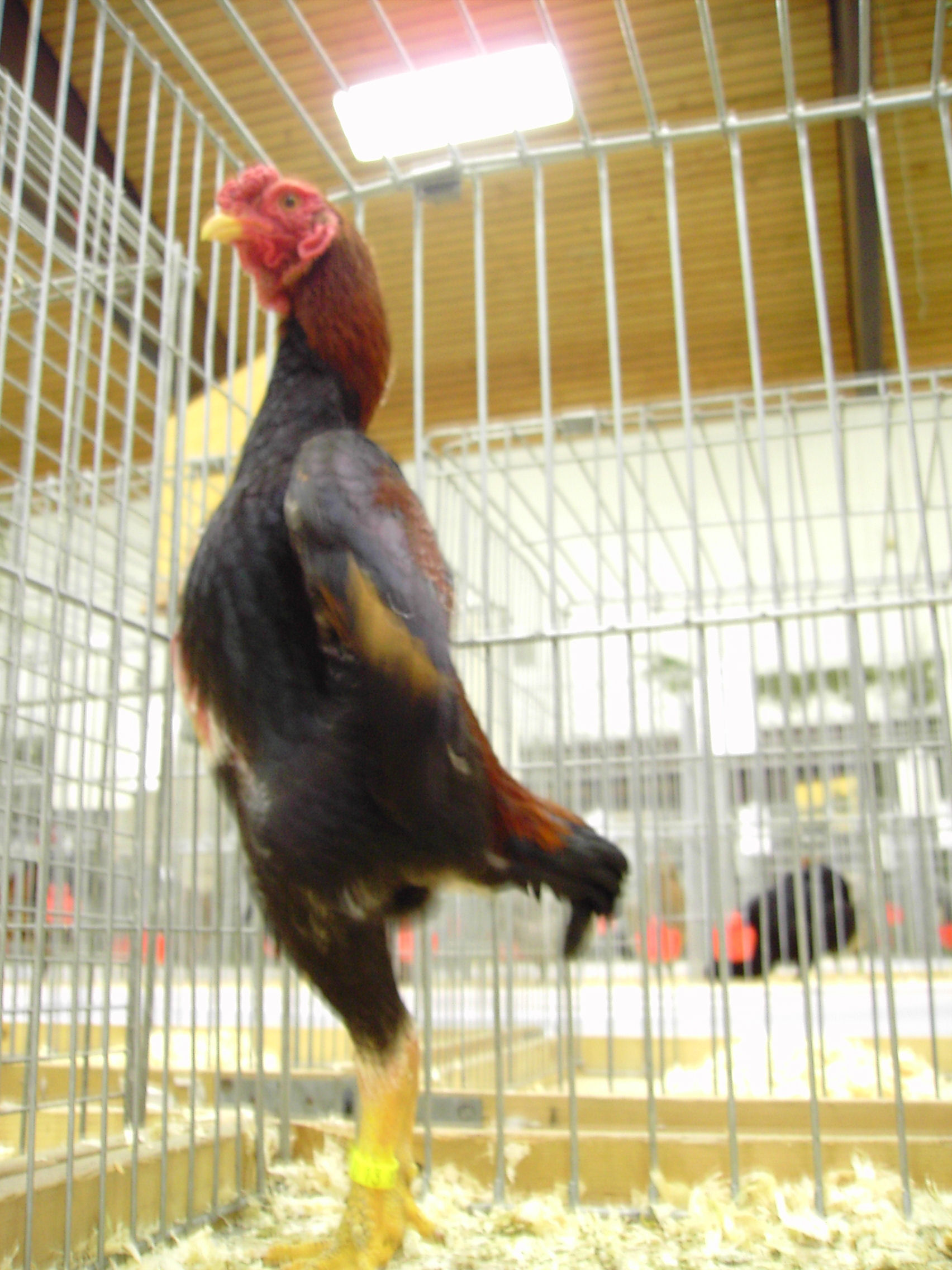
Ko Shamo

Ko-shamo (jap. 小軍鶏) – rasa kur bojowych.

## Rys historyczny
Ojczyzna tych kur to Japonia. Prawdopodobnie istnieją od 880 r. Nadal niewiele wiadomo o ich historii.

## Kształt
Kogut: Długie nogi, postawa stojąca, krótki ogon, grzebień mięsisty.
Kura: Długie nogi, postawa stojąca, krótki ogon, grzebień różyczkowy.

## Odmiany barwne
- Pszeniczna
- Niebiesko pszeniczna
- Czarno czerwona
- Czarna
- Niebieska
- Jastrzębiata
- Dzika
- Biała